# Золотопотіцький замок
Золотопотіцький замок — пам'ятка архітектури національного значення, фортифікаційний комплекс XVI-XVII століть у смт Золотий Потік.

## Історія

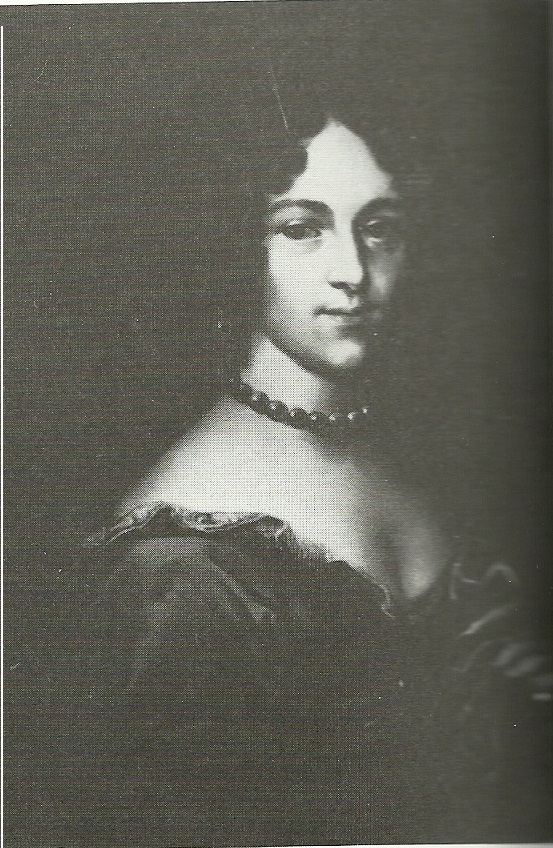
Фундаторка — Марія Амалія Могилянка

Замок зведено коштом брацлавського воєводи Стефана Потоцького та його дружини Марії Амалії Могилянки-Потоцької на рубежі XVI-XVII століть (приблизно у 1568–1631 роках) за наказом короля Речі Посполитої Сиґізмунда III Вази за так званою «форталіційною системою». До кінця 18 століття був житловим; постійно в ньому проживала родина власника Потоку Золотого Яна Потоцького, сина фундатора. Був головною резиденцією С. Потоцького який полюбляв тут перебувати, його сина Яна до турецько-татарської навали та зруйнування у вересні 1676 р.
1672 року замок захопили турецько-татарські війська під проводом султана Мехмеда IV; оборона тривала два дні, захисники здали твердиню.
Близько 4—5 вересня 1676 року замок захопили (шляхом руйнування мурів вибухівкою) і зруйнували турецько-татарське військо під проводом бейлербея Дамаску Ібраґіма-паші «Шейтана». Залога замку під командуванням поручника Фридерика (або Йоахіма) фон Мелляйна (пол. Fryderyk lub Joachim von Mellein) чинила спротив, за що вся, разом з людьми, які перебували в замку, була страчена (покарана на горло). Замок був спалений, найбільш зруйновані були наріжні та в'їзна вежі.
Частково був відбудований після відходу турків опікунами неповнолітнього тоді власника Потоку Золотого Стефана Александра Потоцького. Відбудований на початку XVIII століття.

## Власники

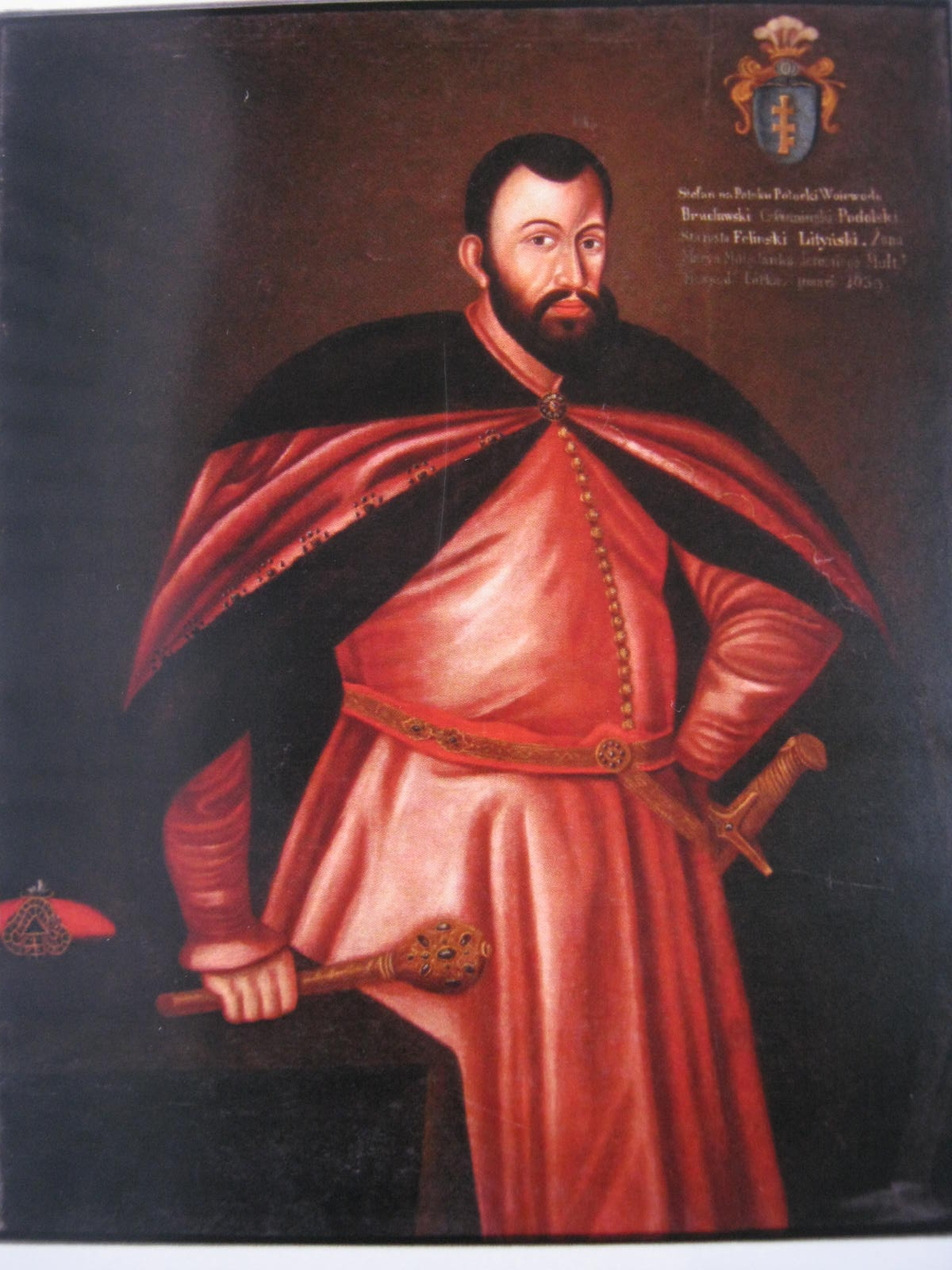
Фундатор — Стефан Потоцький

- Стефан Потоцький та дружина Марія Амалія Могилянка-Потоцька
- Ян Потоцький, удова — Урсула з Даниловичів Потоцька
- Стефан Александр Потоцький
- Микола Василь Потоцький
- Іґнацій Потоцький (помер 1765 року, староста глинянський)[8]
- Вінцентій Потоцький
- Александер Потоцький (1756—1812[9])
- Людвік Скварчинський
- Іґнацій Скварчинський
- Тибурц'юш Ольшевський
- Ян Стойовський
- Антоній Масловський
- Ізраель Фрідман (хасидський цадик з Садгори, тепер район Чернівців)
- Нухім та інші представники Фрідманів
- Влодзімєж Іполіт Ґнєвош, удова Марія Стефанія з Кшечуновичів
- Александер Ґнєвош
- Александер (молодший) та Антоній Ґнєвоші[10]

## Архітектура. Сучасний стан

Малюнок міста, замку М. Б. Стенчинського (1848)

Схема фортеці. Частини споруди: І — брама та надбрамна вежа, ІІ — руїни замкового палацу, ІІІ — зруйнована західна кутова вежа, IV — північна вежа, V — східна кутова вежа, VI — південна вежа, VII — господарські приміщення

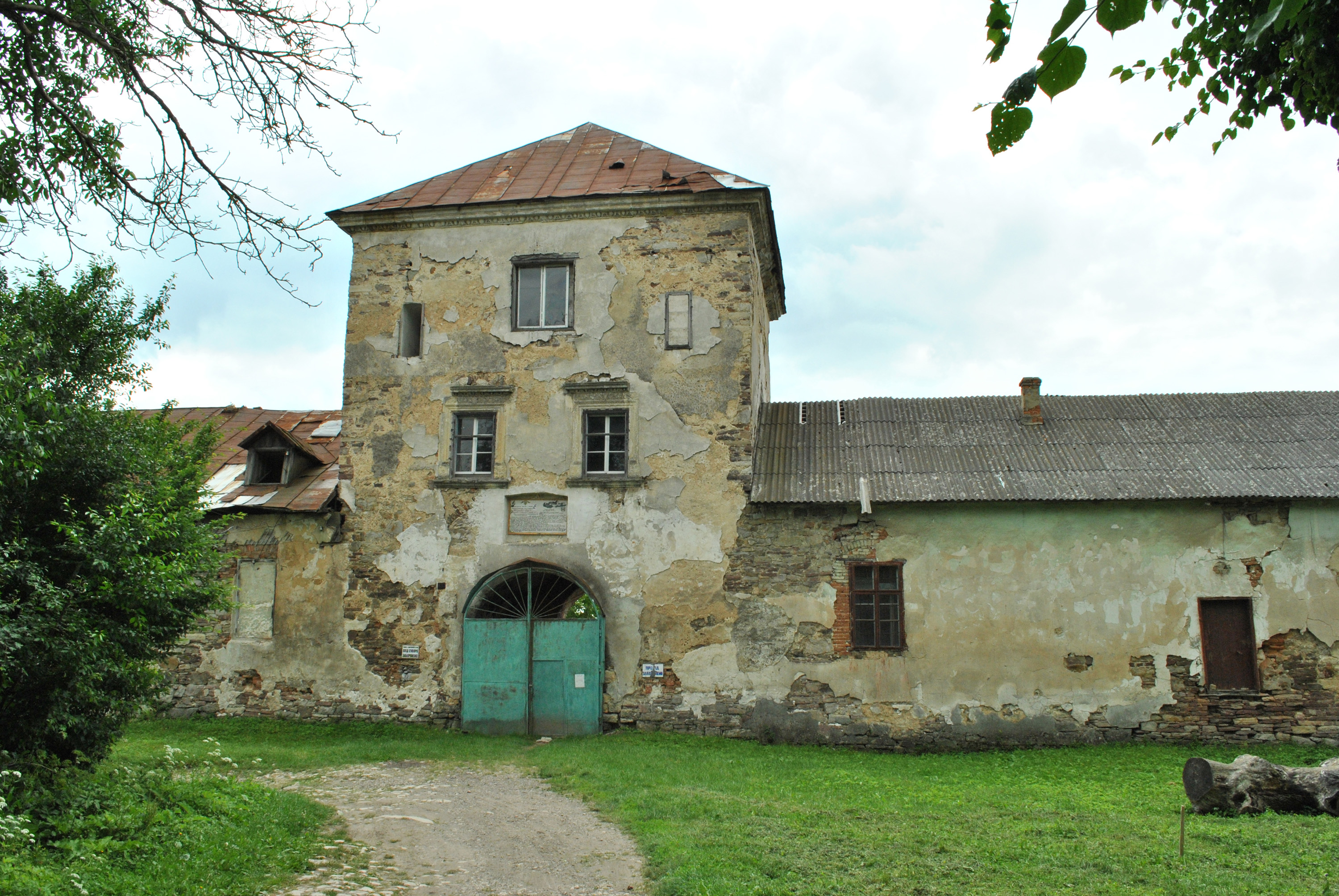
Головні ворота замку

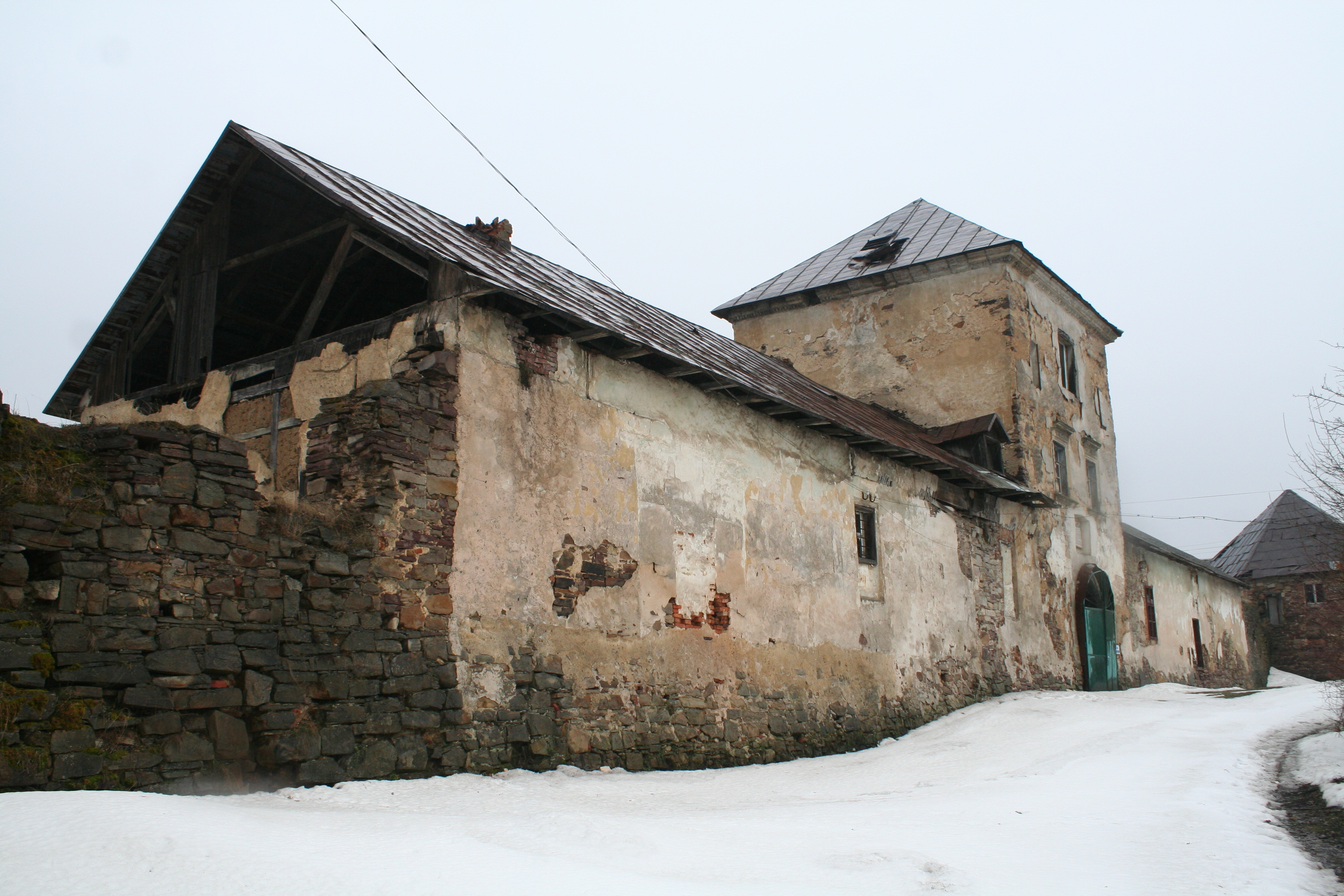
Замок узимку

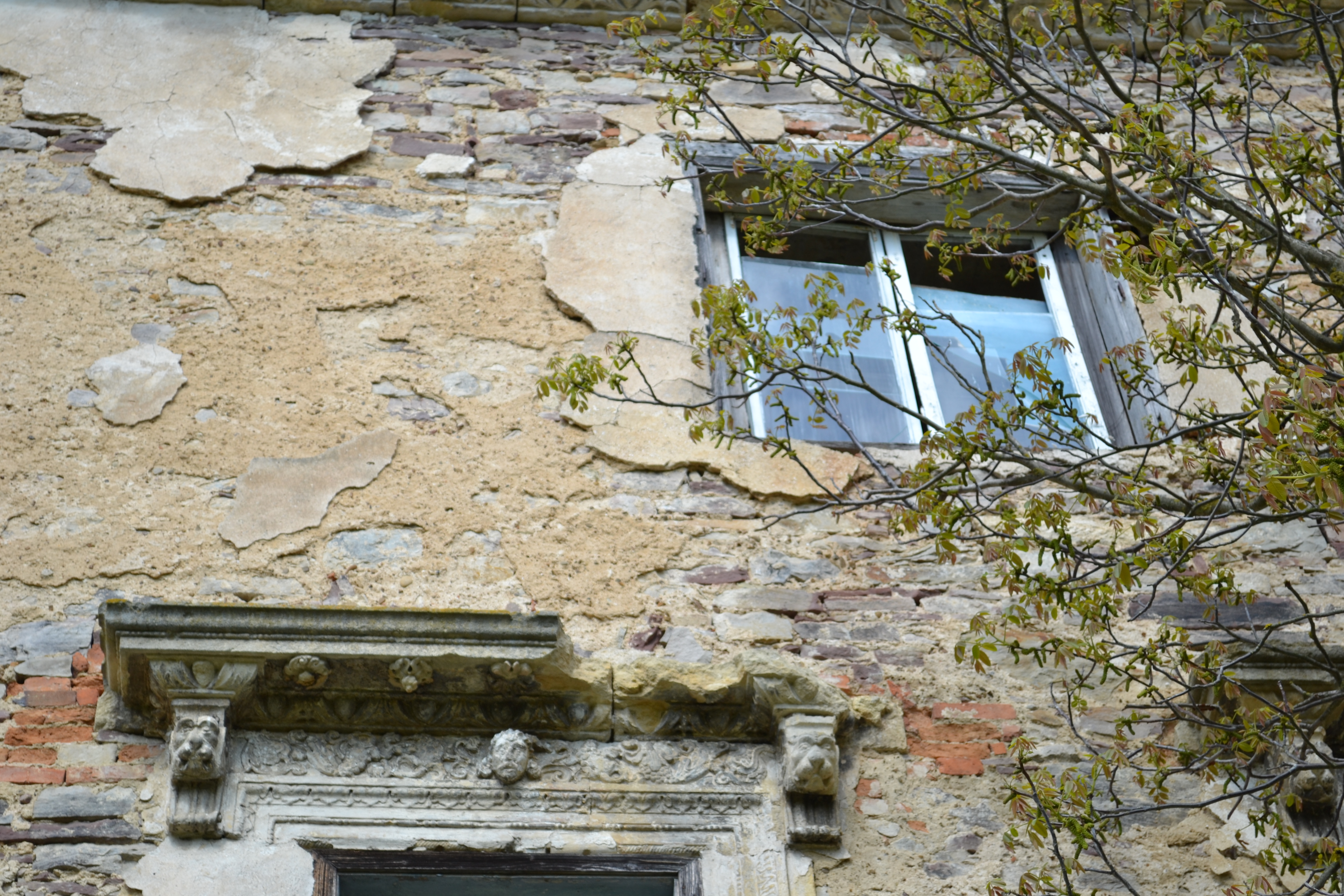
Залишки сандрику

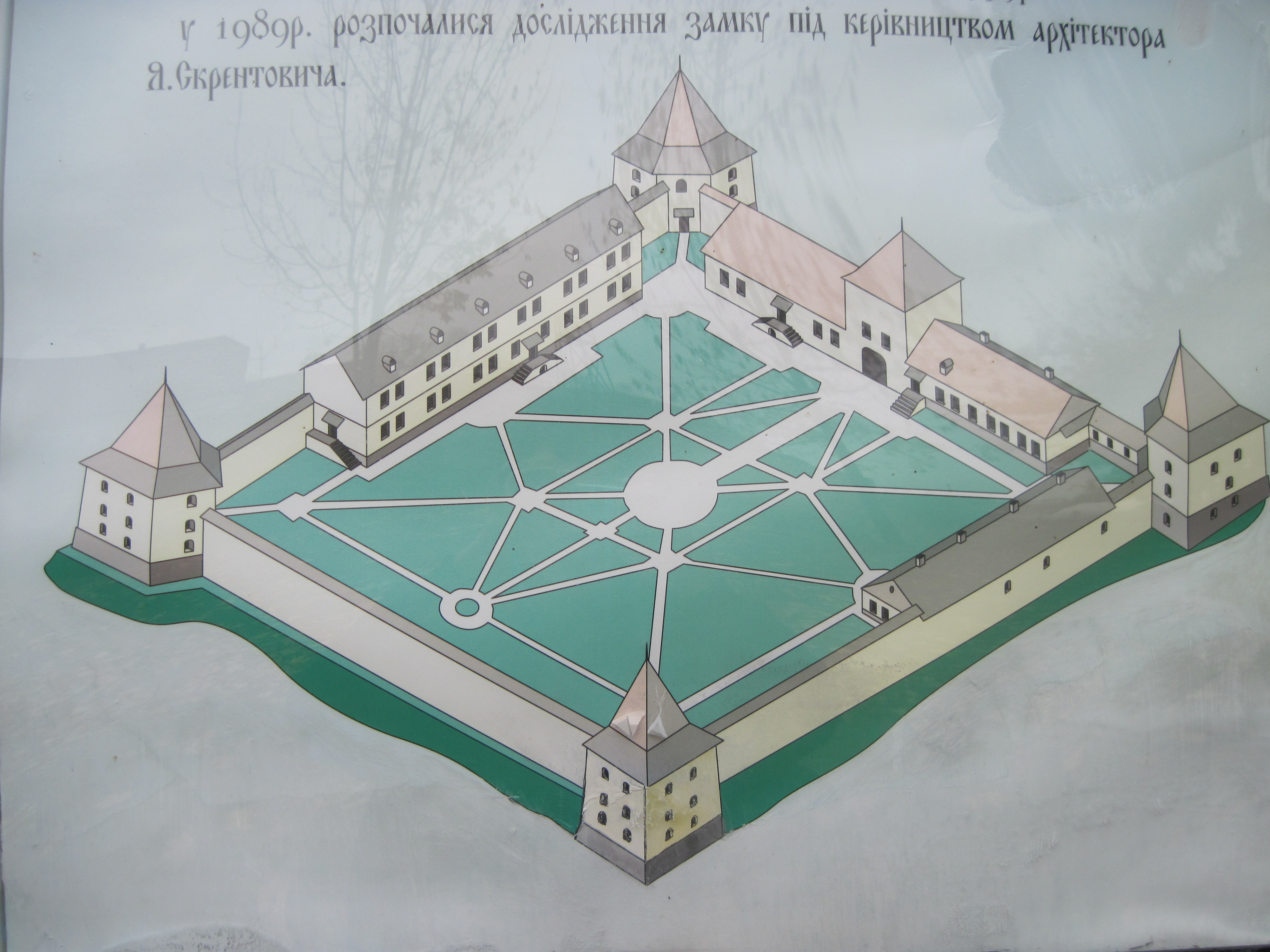
Схема Золотопотіцького замку. Збараж, «Замки Тернопілля», осінь 2014

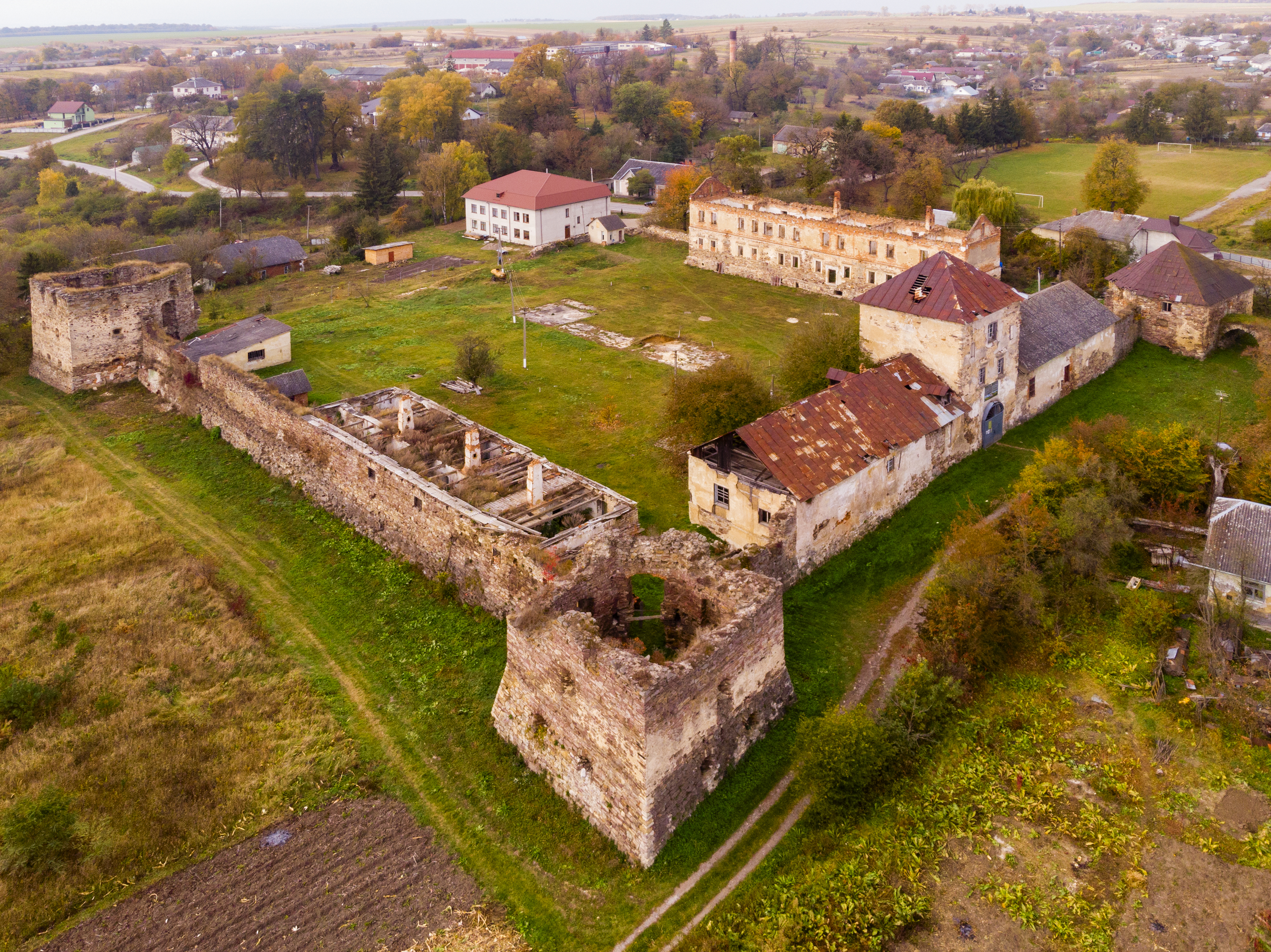
Вид на замок з повітря

Серед інших замків Тернопільщини Золотопотіцький можна вважати одним із найкраще збережених — хоч і у стані запустіння та часткової руйнації. Пам'ятка розташована у центрі містечка, неподалік впадіння невеликого потічка у водойму Золотий потік. Майже під стінами твердині розташовані садиби мешканців.
Замок — споруда з місцевого пісковику та вапняку, квадратна в плані фортифікація з чотирма 3-ярусними чотирикутними 5-гранними вежами по кутах і надбрамною вежею. Надбрамна вежа 3-ярусна, квадратна в плані, прикрашена гербом Потоцьких Пилявою.
Палац 2-поверховий (другий поверх пізнішої забудови) прямокутний у плані, утворює північно-західну частину замку. Товщина стін між вежами досягає 2-х метрів, палацу до 1.8 метра.
Дотепер збереглися в непоганому стані 3 кутових вежі (крім західної), надбрамна вежа і, майже повністю, стіни. Палац знаходиться в напівзруйнованому стані.